# رامیز کریم‌اف
رامیز کریم‌اف (انگلیسی: Ramiz Kerimov؛ زادهٔ ۴ اوت ۱۹۸۱) بازیکن فوتبال اهل جمهوری آذربایجان است.
از باشگاه‌هایی که در آن بازی کرده‌است می‌توان به باشگاه فوتبال خزر لنکران، باشگاه فوتبال گویازان قزاق، باشگاه فوتبال مویک باکو، باشگاه فوتبال شاه‌داغ قوسار، و باشگاه فوتبال شماخی اشاره کرد.